# Charles Trenet
Charles Trenet (født Louis Charles Auguste Claude Trenet; 18. maj 1913 i Narbonne i Frankrig – 19. februar 2001 i Créteil i Frankrig) var en fransk sanger og sangskriver, mest kendt for hans indspilninger fra slutningen af 1930'erne og indtil midten af 1950'erne, selvom hans karriere fortsatte gennem 1990'erne. I en æra, hvor det var usædvanligt, at en sanger skrev sit eget materiale, skrev Trenet frodigst og afslog at indspille andre end hans egne sange.
Hans mest kendte sange er bl.a. "Boum!", "La Mer", "Y'a d'la joie", "Que reste-t-il de nos amours?", "Ménilmontant" og "Douce France". Hans katalog af sange er enormt, nummereringen kommer tæt på éttusinde. Mens mange af hans sange handler om relativt traditionelle emner som kærlighed, Paris, og nostalgi for hans yngre dage, men hvad virkelig adskiller Trenets sange fra hinanden var deres personlige, poetiske, til tider temmelig excentriske kvaliteter, ofte indgydet med en varm humor. Nogle af hans sange var ukonventionelle frembringelsen med finurlige billeder grænsende til det surrealistiske. "Y'a d'la joie" fremkalder "glæde" gennem en serie af afbrudte billeder, herunder af en metro-togvogn skydende sig ud af tunnelen i luften, Eiffeltårnet krydser gaden og en bager der gør fremragende brød. De elskende engageret i en menuet i "Polka du Roi" afslører sig selv i længden at være "ikke længere mennesker"; de er lavet af voks og fanget i Musée Grévin. Mange af hans hits fra 1930'erne og 1940'erne kombinerer effektivt melodiske og verbale nuancer af fransk sang med amerikanske swingrytmer.
Hans sang: "La Mer", som han ifølge legenden komponerede sammen med Leo Chauliac på et tog i 1943, blev indspillet i 1946. "La Mer" er måske hans mest kendte arbejde udenfor den fransktalende verden, med over 400 indspillede versioner. Sangen fik intet engelsk ord, og under titlen "Beyond the Sea", var den et hit for Bobby Darin i begyndelsen af 1960'erne, og George Benson i midten af 1980'erne. "La Mer" har været brugt i mange film såsom Bernardo Bertoluccis The Dreamers fra 2003, og senest i den afsluttende scene (på stranden) af Mr. Beans Ferie. Sangen blev også brugt i åbningsakreditteringen af 2007-filmen,The Diving Bell and the Butterfly, som brugte sangen til at fremhæve de lammende virkninger af et slagtilfælde, der fældede hans franske kollega Jean-Dominique Bauby. Den blev også brugt som åbnings-titelsangen i Steve Martins LA Story i 1991. Andre Trenet sange er blevet indspillet af populære franske sangere som Maurice Chevalier, Jean Sablon og Fréhel.